# Ivan Graziani
Ivan Graziani (Teramo, 6 ottobre 1945 – Novafeltria, 1º gennaio 1997) è stato un cantautore e chitarrista italiano.
Cantautore dallo stile peculiare e chitarrista di grande talento, ha proposto in Italia un nuovo approccio al rock, senza dipendere dai modelli anglosassoni e valorizzando con orgoglio la tradizione.

## Biografia
Nacque il 6 ottobre 1945 a Teramo da padre abruzzese e madre sarda di Alghero.
Già da bambino le sue passioni erano la chitarra e il disegno e la sua indole artistica lo porta a iscriversi all'istituto statale d'arte di Ascoli Piceno. Si sposa nel 1972 con Anna Bischi, conosciuta nel 1965, e con cui ha avuto i due figli Filippo e Tommaso.

### Gli esordi e gli Anonima Sound
(Ivan Graziani, Il chitarrista, 1983)

Nino Dale & His Modernists; alla destra, Ivan Graziani.

Ancora diciottenne, Graziani è scelto da Nino Dale per suonare la chitarra nel suo complesso, molto rinomato in tutta la regione, subentrando al chitarrista Gino della Porta, fondatore di Gino Guitars. Proprio con i Nino Dale & His Modernists Graziani debutta discograficamente anche come cantante (sua è la voce solista in E adesso te ne puoi andar, incisa sul lato B di un 45 giri del complesso). L'esperienza con il complesso di Nino Dale termina con l'ammissione di Ivan all'istituto di arte grafica di Urbino.
Nel 1966 fonda il gruppo Ivan e I Saggi con Velio Gualazzi (padre di Raphael Gualazzi) e Walter Monacchi, partecipando anche al Torneo Davoli Italia Beat nell'aprile 1967, per poi cambiare nome in Anonima Sound. Nello stesso anno il gruppo partecipa al Festival di Bellaria e incide il suo primo 45 giri Fuori piove/Parla tu, pubblicato nel gennaio dell'anno successivo. Walter Monacchi ha affermato che Parla tu ottenne un discreto successo grazie alle 175 000 copie vendute, nonostante i distributori avessero segnalato molte meno copie di quelle effettivamente vendute. Nello stesso anno gli Anonima Sound incidono il loro secondo 45 giri, L'amore mio, l'amore tuo/I tetti, e partecipano al Cantagiro con Parla tu, classificandosi all'ultimo posto. Nel 1969 gli Anonima Sound incidono il terzo 45 giri Josephine/Mille ragioni e partecipano nuovamente al Cantagiro con Josephine. Nello stesso anno il gruppo lascia la CBS per firmare con la Numero Uno e si allarga con l'ingresso del tastierista Roberto "Hunka Munka" Carlotto.. In quell'anno gli Anonima Sound incidono per la Numero Uno il loro ultimo 45 giri, Ombre vive/Girotondo impossibile

### I primi dischi da solista e l'attività comesession man

Ivan Graziani con Francesco De Gregori e Mario Scotti (al basso) negli studi della RCA durante le registrazioni di Bufalo Bill (1976)

Ivan Graziani abbandona gli Anonima Sound alla fine del 1970 per svolgere il servizio di leva obbligatorio, al termine del quale, nel 1972, intraprende la carriera solista, pubblicando alcuni 45 giri con gli pseudonimi di Rockleberry Roll e Ivan & Transport, portando avanti anche, nello stesso periodo, l'attività di fumettista.
L'album di esordio Desperation, con testi in inglese, del 1973, cui fa seguito La città che io vorrei, pubblicato nello stesso anno (ristampato poi nel 1980 dalla EMI con il titolo Ivan Graziani special), un album con idee che faranno presagire il suo stile, e l'album strumentale Tato Tomaso's Guitars (prodotto da Pippo De Rosa e pubblicato dalla Dig-It, MS 0006), in omaggio alla moglie Anna per la nascita del figlio Tommaso, distribuito in pochissime copie.
Nello stesso periodo collabora, come turnista e autore, con vari artisti, tra cui Herbert Pagani (nell'album Megalopolis del 1973, benché non accreditato nella versione per il mercato italiano, e nel brano Arche de Noe dell'album Chez nous del 1975, oltre che in radio dal vivo all'inizio degli anni settanta,) la Premiata Forneria Marconi (con cui collabora alla composizione di From Under, nell'album del 1975 Chocolate Kings), l'amico "Hunka Munka" Carlotto (nel 33 giri Dedicato a Giovanna G. del 1972), Marva Jan Marrow (per cui suona le chitarre nel 45 giri Our Dear Angel, versione in inglese di Il nostro caro angelo di Lucio Battisti), Gian Pieretti (per l'album Cianfrusaglie del 1975), Lucio Battisti (per il quale suona nell'album Lucio Battisti, la batteria, il contrabbasso, eccetera), Bruno Lauzi, Francesco De Gregori (in Bufalo Bill) e Antonello Venditti (nell'album Ullàlla, nel cui tour promozionale è Graziani ad aprire le serate); con Battisti collabora anche nel 1977 alla realizzazione dei provini dell'album Io tu noi tutti e Images. Inoltre, nel 1974, la Premiata Forneria Marconi, cercando un cantante di ruolo, pensa proprio a Graziani; tuttavia la sua voce particolare non verrà infine considerata adatta al loro tipo di musica.. Nello stesso anno, Graziani si esibisce nella prima edizione del Premio Tenco.

### Il successo
Dopo aver firmato un contratto con la Numero Uno (etichetta con cui aveva già lavorato ai tempi degli Anonima Sound), nel 1976 registra, allo studio Il Mulino di Milano, l'album Ballata per 4 stagioni, in cui tra l'altro viene ripresa Il campo della fiera, una canzone da La città che io vorrei.
Segue nel 1977 I lupi che contiene il singolo Lugano addio con cui si fa conoscere al grande pubblico, sebbene il singolo mettesse questa canzone come facciata B della stessa title track dell'album: in classifica per dieci settimane, arriva fino al diciannovesimo posto, mentre l'album resta in hit parade per trentotto settimane, raggiungendo la sedicesima posizione.
Nel 1978 esce Pigro, album musicalmente più maturo, che contiene otto storie di vite spezzate dalla pigrizia mentale e dall'indolenza, tra cui graffianti brani come Pigro, Monna Lisa, Paolina, Gabriele D'Annunzio; l'album resta in classifica per trenta settimane, arrivando fino alla quindicesima posizione. Con l'uscita di Pigro, Graziani intraprende il primo, vero tour e nello stesso anno Paolina viene inserita nella raccolta Superpop '78 edito dalla RCA, affiancandosi ai brani dei cantanti di punta della casa discografica come Lucio Dalla, Rino Gaetano, Ivano Fossati e Anna Oxa.
Nel 1979 è la volta di Agnese dolce Agnese contenente Agnese, la quale ottiene un buon successo insieme a Taglia la testa al gallo, Fuoco sulla collina, Dr. Jekyll & Mr. Hyde e Canzone per Susy: l'album raggiunge la decima posizione e resta in classifica per quindici settimane. Nello stesso anno collabora all'album Bandabertè componendo la musica del brano Colombo (affidandone il testo all'amico Attilio De Rosa) e alla raccolta a scopo benefico Cantautori s.r.l. (quinto disco più venduto dell'anno) in cui viene inserito il suo brano Lugano Addio.
Nel 1980 un altro significativo riscontro di pubblico con l'album Viaggi e intemperie; il brano Firenze (canzone triste), da alcuni ritenuto il suo più famoso successo e con il quale partecipa al Festivalbar 1980 nello stesso anno, pubblicato su 45 giri, raggiunge la quinta posizione, restando in hit parade per trentasette settimane. Spiccano anche Isabella sul treno, Dada, Radio Londra, Angelina e Tutto questo cosa c'entra con il Rock & Roll.
Nello stesso anno Graziani è scelto con Ron e Goran Kuzminac per lavorare a Q Concert, un Qdisc edito dalla RCA per pubblicizzare questo nuovo formato da cui nascerà anche una tournée. Per Q-Concert i tre compongono insieme il brano Canzone senza inganni.
L'anno successivo Graziani pubblica un altro lavoro, Seni e coseni, dove sono ben contrapposte le due personalità del cantautore abruzzese; canzoni delicate come Signorina, Cleo e Pasqua, lasciano il posto, sulla seconda facciata del disco, al rock tagliente di Tigre, Digos Boogie, Oh mamma mia. Il disco raggiunge la quattordicesima posizione in hit parade. Partecipa al Festivalbar 1981 con Pasqua. Dopo il doppio disco live del 1982 Parla tu (in cui re-incide in studio l'omonima canzone del repertorio Anonima Sound), nel 1983 viene pubblicato l'album Ivan Graziani, che non riscuote un buon successo (raggiunge solo la trentatreesima posizione in classifica); le canzoni Il chitarrista, Signora bionda dei ciliegi e Navi ottengono discreti ascolti in radio. Il singolo Il chitarrista prende parte al Festivalbar 1983.

Ivan Graziani in concerto nel 1981; dietro di lui alla batteria Gilberto "Attila" Rossi

Nel 1984 esce Nove con gli arrangiamenti curati da Celso Valli, considerato da Ivan Graziani uno dei suoi album più belli, che vende più del precedente arrivando sino alla quattordicesima posizione in classifica. I due brani che si evidenziano di più sono Limiti (Affari d'amore) e Minù Minù.
Nel 1985 partecipa per la prima volta al Festival di Sanremo con Franca ti amo. L'esperienza sanremese non è positiva, anche se garantisce una certa visibilità, e il brano si classifica al 17º posto su 22 canzoni in gara; Franca ti amo ottiene un timido riscontro di pubblico.
Nel 1986 viene pubblicato Piknic, album poco considerato sia dalla critica sia dal pubblico (solo cinque settimane di presenza in hit parade, con la quarantanovesima posizione massima raggiunta). La registrazione di un nuovo album di inediti era obbligatoria per vincoli contrattuali con la casa discografica e ciò può aver inciso sull'esito infelice dell'album; Enrico Deregibus lo definisce «forse il punto più basso della carriera di Graziani».
Dopo Piknic, Graziani abbandona la Numero Uno.

### Gli ultimi anni
Nel 1987, stanco della situazione alla RCA a causa delle ingerenze nella produzione delle canzoni e dei cambiamenti avvenuti dopo l'addio del direttore generale Ennio Melis, Graziani decide di firmare per la Carosello e creare uno studio domestico (battezzato "Officine Pan Idler") per lavorare in tranquillità. Nello stesso anno Graziani, oltre alla consueta tournée italiana, suona anche in Unione Sovietica, Canada e Cina.
Nel 1989 esce il primo album di Graziani con la nuova casa discografica, Ivangarage, e l'antologia Segni d'amore, sempre per Carosello. Mentre per Ivangarage è concessa libertà artistica, in Segni d'amore Graziani riarrangia alcuni dei suoi successi per renderli più attuali. All'interno di questa raccolta è inserito il brano inedito La sposa bambina. Nello stesso anno esce il 45 giri Tutto il coraggio che hai/Guaglio' guaglio', che tratta il tema delle stragi del sabato sera, frutto di un'iniziativa del "Sindacato italiano dei locali da ballo" e destinato a essere distribuito gratuitamente nelle discoteche. Sia per i testi di Ivangarage sia per quello di Tutto il coraggio che hai, Graziani si avvale della collaborazione di Attilio De Rosa.
Nel 1991 esce Cicli e tricicli, album in cui prevale il genere della ballata, diversamente dall'atmosfera rock che contraddistingue gli ultimi lavori di Graziani.
Nel 1994 Graziani partecipa per la seconda volta al Festival di Sanremo. Il brano Maledette malelingue raggiunge il settimo posto nella competizione e l'esperienza si rivela positiva, così come il seguente album Malelingue, il quale registra buoni livelli di vendita. Sarà tuttavia la sua ultima collaborazione con la Carosello.
Nel 1995 esce per la CGD il secondo disco dal vivo di Graziani, Fragili fiori ... livan, che include anche cinque brani inediti. Tra questi vi è La nutella di tua sorella, in cui Graziani duetta con l'amico Renato Zero. Nonostante sia in progetto un nuovo disco, Fragili fiori sarà l'ultimo lavoro di Graziani a causa della morte del cantautore.

### La morte e le opere postume
Malato da quasi due anni di tumore al colon, Ivan Graziani muore il 1º gennaio 1997, all'età di 51 anni, nella sua casa di Novafeltria (RN), dove aveva chiesto di tornare dall'ospedale per le festività natalizie. Con lui vengono seppelliti, nel cimitero locale, una delle sue chitarre (una Gibson che chiamava "mamma chitarra") e il suo gilet di pelle cui aveva applicato un gancio affinché potesse sorreggere la chitarra. In omaggio alla sua scomparsa vengono ristampati tutti gli album incisi per la Numero Uno, mentre Antologia raccoglie i brani incisi per Carosello e CGD.
Nel 1999 esce il disco commemorativo Per sempre Ivan, contenente materiale di studio inedito più canzoni dell'artista interpretate da Renato Zero, Antonello Venditti, Biagio Antonacci, Umberto Tozzi e Alex Baroni.
La raccolta Firenze-Lugano no stop pubblicata nel 2004 contiene, oltre ai brani più conosciuti del cantautore, anche gli inediti Giuliana e Il lupo e il bracconiere. Un altro brano inedito, Non credere, registrato con gli Anonima Sound nell'aprile del 1969, esce lo stesso anno in CD singolo.
Nel 2012 è stato pubblicato l'album tributo Tributo a Ivan Graziani (edito da Sony Music), a cui hanno partecipato numerosi artisti italiani, tra cui Filippo Graziani (figlio di Ivan), i Marlene Kuntz e Simone Cristicchi.
Nel 2015, in occasione del settantesimo anniversario della nascita di Graziani, è stato ristampato in CD il suo primo disco dal vivo, Parla tu....
Nel 2023 il duo siciliano Colapesce Dimartino nell'album Lux Eterna Beach propone, in un duetto virtuale, il brano inedito I marinai registrato parzialmente su un nastro risalente alla fine degli anni ottanta da Graziani e rimasto incompleto che anticipa un nuovo album di inediti di Graziani, pubblicato nel 2024 col titolo Per gli Amici grazie al lavoro della moglie Anna e dei figli Tommaso e Filippo, su cui è riversato quel nastro ritrovato, suonato chitarra e voce. 
Nel 2024 il cantante Zucchero Fornaciari esegue un omaggio della canzone Agnese, inserendolo nel suo nuovo album di cover. 
Nel 2024 il rapper Marracash ripropone nel brano È finita la pace il celebre ritornello di Firenze.

### Altre opere
Benché musicista di professione, Ivan Graziani si è cimentato anche in altre forme d'arte. Egli infatti frequentò la scuola d'arte di Ascoli Piceno e l'Accademia di Belle arti di Urbino dove si diplomò pittore nel 1968, anche se la pittura non era la sua aspirazione; spendeva molto tempo invece alle lezioni di scultura. Sua passione era però il disegno: realizzava cartoni animati e riusciva a guadagnare 120 000 lire a striscia per una rivista pornografica svedese. In merito, Graziani ha dichiarato che la particolarità delle sue strisce era il fatto che consentissero alla mente del lettore di "spaziare", personaggi che «ricordavano quelli che si possono vedere su Linus, solo che erano pupazzetti scopatori».
Il mestiere di disegnatore lo attraeva perché «il disegnatore è libero di fare quello che vuole», a differenza del cantante che «è sempre nelle mani di troppa gente». Poco tempo prima di morire, accettò volentieri di partecipare alla creazione di Cartelle di sogni, un volume di suoi disegni inediti, in collaborazione con Vincenzo Mollica, edito dal Comune di Urbino. I soggetti di questi disegni sono autoritratti, personaggi alla Corto Maltese, donne felliniane e scene di vita quotidiana, e molto spesso si riferiscono ai suoi pezzi più famosi.
Di Ivan Graziani, oltre a centinaia di canzoni e disegni, è rimasto anche il libro Arcipelago Chieti, scritto dall'artista in ricordo dell'assurdo anno passato a svolgere il servizio militare nel 1971, in una caserma e nell'ospedale militare di Chieti. Il volume è stato stampato dalla casa editrice Tracce, mentre la stamperia d'arte Studio Calcografico Urbino di Pescara, con la quale ha sempre collaborato in veste di incisore e disegnatore, realizzò cinquanta esemplari di un'incisione dello stesso Ivan Graziani: un'acquaforte intitolata Volo Bellico.
Inoltre Graziani ha interpretato un cameo nei film Italian Boys di Umberto Smaila e Arrivano i miei di Nini Salerno, entrambi del 1982.

## Intitolazioni e dediche

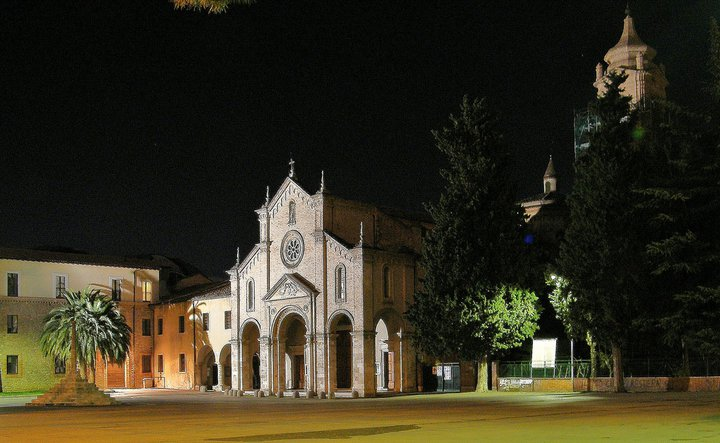
Parco "Ivan Graziani" a Teramo

- A Graziani è stata dedicata la mostra celebrativa "L'arte (grafica) di un grande chitarrista" al Romics 2012 in cui sono stati esposti disegni, schizzi, fumetti, collage e dipinti.[75]
- Il Comune di Teramo gli ha intitolato un parco pubblico davanti al piazzale del Santuario della Madonna delle Grazie e una statua luminosa di tre metri in Largo San Matteo, opera dell'artista Marco Lodola.[76]
- Il Comune di Castellalto in provincia di Teramo gli ha dedicato una via nella località di Castelnuovo Vomano.
- Il Comune di Soliera gli ha dedicato una via.[senza fonte]
- Il Comune di Tortoreto gli ha dedicato una via.[senza fonte]
- L'Anfiteatro di Alghero è chiamato anche “Anfiteatro Ivan Graziani”.
- Il comune di Novafeltria gli ha dedicato un parco pubblico.[senza fonte]
- Nel 2024 il villaggio Don Antonio di Giulianova gli dedica una piazza fronte mare chiamandola piazzetta Ivan Graziani.[77]

## Discografia

### Album in studio
- 1973 – Desperation (come Rockleberry Roll)
- 1973 – La città che io vorrei
- 1974 – Tato Tomaso's Guitars
- 1976 – Ballata per 4 stagioni
- 1977 – I lupi
- 1978 – Pigro
- 1979 – Agnese dolce Agnese
- 1980 – Viaggi e intemperie
- 1981 – Seni e coseni
- 1983 – Ivan Graziani
- 1984 – Nove
- 1986 – Piknic
- 1989 – Ivangarage
- 1991 – Cicli e tricicli
- 1994 – Malelingue

### Album postumi
- 1999 – Per sempre Ivan
- 2024 – Per gli Amici

### Album dal vivo
- 1982 – Parla tu
- 1995 – Fragili fiori ... livan

### Raccolte
- 1979 – Incontro con Ivan Graziani
- 1981 – Personale di Ivan Graziani
- 1982 – Ivan Graziani
- 1985 – Musica tua - I grandi successi
- 1986 – Il rock di Ivan Graziani
- 1987 – I grandi successi di Ivan Graziani
- 1989 – Antologia
- 1989 – Segni d'amore
- 1990 – Personale di Ivan Graziani (2 CD)
- 1994 – All the Best
- 1997 – Antologia
- 1998 – Gli anni 70 (2 CD)
- 1998 – I grandi successi
- 1999 – The Best Of
- 2000 – I miti musica: Ivan Graziani
- 2003 – Ivan Graziani
- 2004 – Firenze-Lugano no stop (2 CD)
- 2004 – Il meglio di Ivan Graziani
- 2007 – Ivan Graziani (Slipcase)
- 2007 – Le più belle di ... Ivan Graziani
- 2010 – Le mie canzoni (3 CD)
- 2010 – Ritratto (3 CD)
- 2010 – 100 % Rock italiano
- 2012 – Lugano addio - The essential collection
- 2013 – Un'ora con
- 2013 – Tutti i successi (3 CD)
- 2017 – Rock e Ballate per quattro stagioni (3 CD)

### EP
- 1980 – Q Concert (con Ron e Goran Kuzminac)

### Singoli
- 1965 – Ritorna amor/E adesso te ne puoi andar (con 'Nino Dale & His Modernist)
- 1967 – Fuori piove/Parla tu (con gli Anonima Sound)
- 1968 – L'amore mio, l'amore tuo/I tetti (con gli Anonima Sound)
- 1969 – Josephine/Mille ragioni (con gli Anonima Sound)
- 1970 – Ombre vive/Girotondo impossibile (con gli Anonima Sound)
- 1972 – Dropout/True True (come Rockleberry Roll)
- 1973 – Hi Jack/Give You All My Love (come Rockleberry Roll)
- 1973 – Longer Is the Beach/Without Saying Good-Bye (come Ivan & Transport)
- 1976 – Ballata per quattro stagioni/E sei così bella
- 1977 – I lupi/Lugano addio
- 1978 – Pigro/Paolina
- 1979 – Agnese/Taglia la testa al gallo
- 1980 – Firenze (canzone triste)/Angelina
- 1981 – Pasqua/Oh mamma mia
- 1981 – Lontano dalla paura/Grande mondo
- 1982 – Parla tu/Fuoco sulla collina
- 1984 – Limiti (affari d'amore)/Geraldine
- 1985 – Franca ti amo/Vento caldo
- 1989 – La sposa bambina/Lugano addio
- 1989 – Ora et labora (Remix Version - Mix 12")
- 1990 – Tutto il coraggio che hai/Guaglio' guaglio'
- 1990 – Il sogno rosso/Il sogno rosso (Strumentale)
- 2004 – Il lupo e il bracconiere/Giuliana
- 2004 – Non credere/Agnese (Instrumental)
- 2018 – Con le mie lacrime (As tears go by)/L'orchestrale bastardo
- 2023 – I marinai (feat. Colapesce Dimartino)

## Videografia

### Album video
- 2007 – W Ivan

## Chitarre utilizzate
- Gibson ES-335, Gibson ES-345 Stereo
- Fender Stratocaster
- Fender Telecaster
- Epiphone
- Gibson Les Paul
- Godin LR Baggs

## Partecipazioni
- 1973 - Herbert Pagani, Megalopolis
- 1974 - Gian Pieretti, Cianfrusaglie
- 1976 - Lucio Battisti, Lucio Battisti, la batteria, il contrabbasso, eccetera
- 1976 - Francesco De Gregori, Bufalo Bill
- 1976 - Antonello Venditti, Ullàlla
- 2023 - Colapesce Dimartino, Lux Eterna Beach
- 2024 - Marracash, È finita la pace

## Filmografia
- Terzo canale - Avventura a Montecarlo, regia di Giulio Paradisi (1970)
- Italian Boys, regia di Umberto Smaila (1982)
- Arrivano i miei, regia di Nini Salerno (1982)